# Cantó de Palluau
El cantó de Palluau és un cantó francès del departament de la Vendée, situat al districte de Les Sables-d'Olonne. Té 9 municipis i el cap es Palluau.

## Municipis
- Apremont
- La Chapelle-Palluau
- Falleron
- Grand'Landes
- Maché
- Palluau
- Saint-Christophe-du-Ligneron
- Saint-Étienne-du-Bois
- Saint-Paul-Mont-Penit

## Història
| Data d'elecció                           | Identitat      | Partit                     | Qualitat |
| ---------------------------------------- | -------------- | -------------------------- | -------- |
| 1951-1970                                | Pierre Roy     | RI                         |          |
| 1970-2001                                | Louis Roch     | UDR, després divers droite |          |
| 2001-                                    | Jacqueline Roy | Divers droite              |          |
| les dades anteriors no són pas conegudes |                |                            |          |
|                                          |                |                            |          |

| A partir de 1990: Població sense dobles comptes |